# Sariwŏn

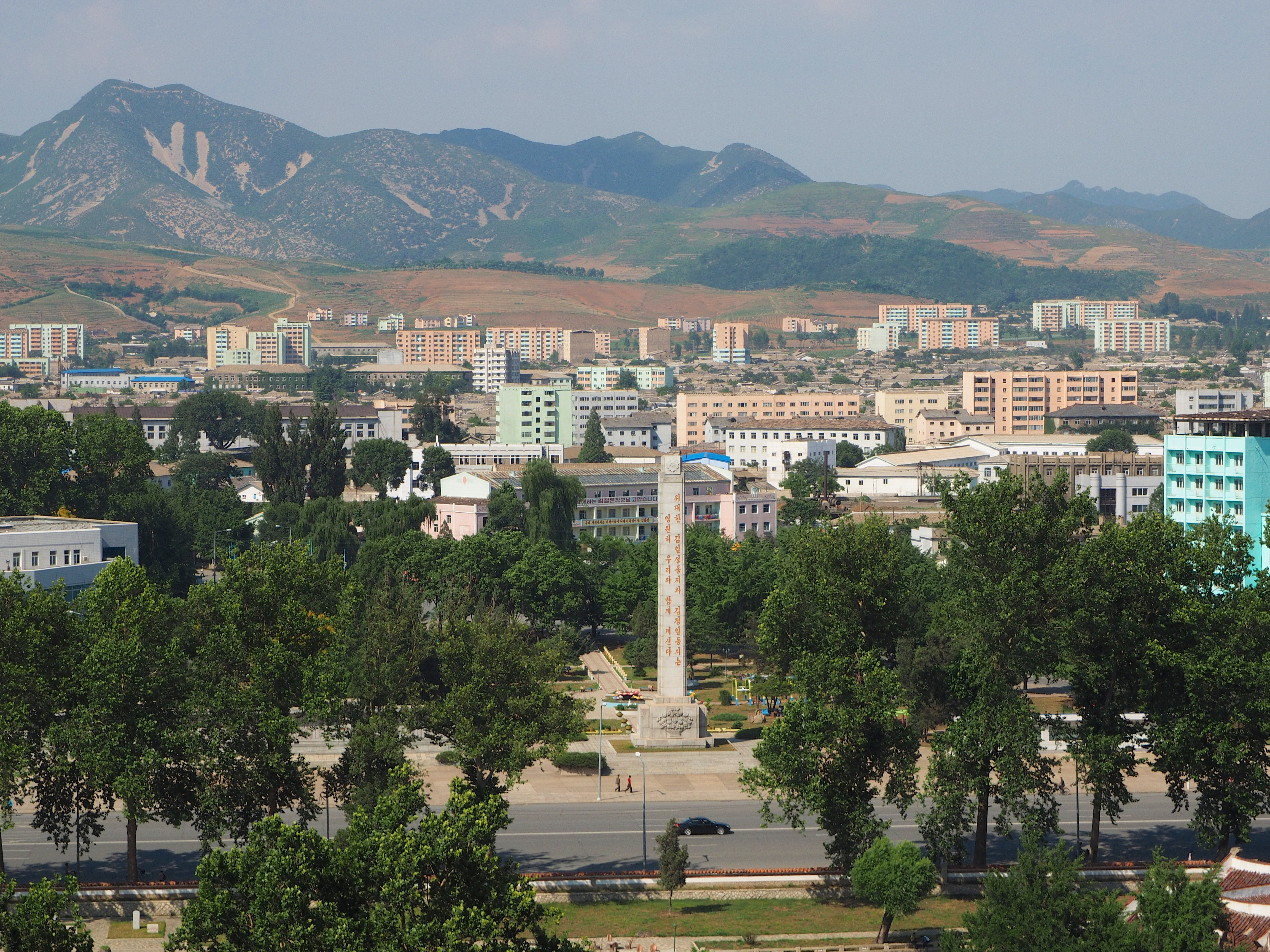
Sariwŏn

Sariwŏn ist eine Stadt in Nordkorea mit 154.942 Einwohnern, Hauptstadt der Provinz Hwanghae-pukto, Industriestadt, Verkehrsknoten und Kulturzentrum mit Universität, Theater und Museen.

## Geografie

### Geografische Lage
Die Stadt liegt im Süden des Landes, 57 Kilometer südlich der Hauptstadt Pjöngjang, in der Provinz Hwanghae-pukto durchschnittlich elf Meter über dem Meeresspiegel. Die geografischen Koordinaten sind 38,51 Grad nördlicher Breite und 125,76 Grad östlicher Länge.

## Geschichte
Sariwŏn war von 1910 bis 1945 von japanischen Truppen besetzt und erlitt während des Koreakriegs (1950–1953) schwere Zerstörungen. Bei einem Bombenangriff US-amerikanischer Flugzeuge am 26. Juli 1950 wurden große Teile der Stadt beschädigt. Nach dem Krieg entwickelte sich Sariwŏn zu einem Industrie- und Verkehrszentrum der Region.

## Kultur und Sehenswürdigkeiten
Besonders erwähnenswert ist die aus sieben kleinen Räumen (kan) bestehende Eungjinjŏn-Halle des Tempels Sŏngbulsa. Sie wurde im Jahre 898 errichtet und 1327 wieder aufgebaut. Mit ihren farbigen Danchŏng-Mustern, die das Holzwerk im Inneren schmücken, ist sie ein typisches Beispiel für die Architektur der Goryeo-Zeit (918-1392). Bei den zahlreichen komplizierten Drachen- und Lotusblumen-Gemälden herrschen die Farben rot und grün vor.

## Wirtschaft und Infrastruktur

### Wirtschaft
Wichtige Wirtschaftszweige sind der Maschinenbau und die chemische Industrie. In der Umgebung der Stadt werden Getreide und Reis angebaut. Weiterhin befinden sich hier Büroräume von Hana Electronics.

### Verkehr
Sariwŏn ist Verkehrsknotenpunkt mit Straßen- und Eisenbahnverbindungen in die Hauptstadt Pjöngjang (Pjöngjang-Kaesŏng-Schnellstraße) und andere Städte des Landes. Der Oberleitungsbus Sariwŏn durchquert die Stadt von Osten nach Westen.

### Bildung
Die Stadt besitzt eine Universität sowie mehrere Hoch- und Fachschulen.

### Sport
Die Rimyongsu Sports Group ist ein in Sariwŏn beheimateter Fußballverein. Die Heimspiele finden im Sariwŏn Jugend-Stadion statt.